# Трекляно
Трекляно е село в Западна България, административен център на община Трекляно, област Кюстендил.

## География
Трекляно се намира в географската област Краище, в Западна България, в близост до границата със Сърбия, на 40 km северно от Кюстендил, на 39 km южно от Трън и на 100 km западно от София. Разположено е в планински район, на 15 km от връх Милевец (1733 m), в Милевската планина и е общински център. В състава на общината влизат 19 села с население и 4 обезлюдени. Площта на общината е 267,6 km², а населението ѝ към 2009 г. възлиза на около 550 души, от които около 320 живеят в общинския център.
Село Трекляно е разпръснат тип селище, а площта на землището му е 25,965 km2. Състои се от 16 махали.
Котловината, в която е разположено селото, е затворена от високи хребети, така че топлите течения от Беломорието почти не се усещат. Повече влияят северозападните студени ветрове и въздушни течения. Треклянската река, която тече през селото, се влива в р. Струма в района на град Земен.
Селото е известно с множество извори: „Врело̀“ (най-големият), „Гроот“ (най-студеният), „Студена во̀да“, „Света̀ во̀да“, „Риджаново“, „Длибоки дол“, „Корѝтата“, „Еремия“ и други.
Големият постоянен дебит на извора Врело (16 l/s средно годишно) е давал възможност за използване на водната енергия за задвижване на воденици. Три такива воденици са съществували в махала Тодоровци до към 1960 г.
Голямата средна надморска височина правят климата в района значително по-студен, отколкото в полските райони. По тази причина например първите леко порозовели домати в градините се появяват към средата на август, а първите слани падат към 10 септември.
През селото тече голяма бистра река, наричана в горното течение Еленка, в по-долните села, например в Калотинци – Корито, а по географските пособия – Треклянска река. В нея се въдят мряна, клен, пъстърва.
Селото е заобиколено от планини, обрасли с прохладни букови гори. Има и масиви от борови гори (черен бор).

## Население
Населението в Трекляно е формирано от пришълци и преселници от различни краища. До 1960 г. са живеели 2 цигански семейства. Всички останали са българи, източноправославни християни. До Освобождението турският паша, владетел на селото, е поддържал свои пазачи, които не са живеели постоянно в селото. Идвали са само през активния земеделски сезон и когато се събират данъците. По спомени, останали от времето на османската власт, седалището (конакът) им се е намирало близо до днешната Балабанова махала.
| Население на с. Трекляно между 1934 и 2012 г. | Население на с. Трекляно между 1934 и 2012 г. | Население на с. Трекляно между 1934 и 2012 г. | Население на с. Трекляно между 1934 и 2012 г. | Население на с. Трекляно между 1934 и 2012 г. |
| --------------------------------------------- | --------------------------------------------- | --------------------------------------------- | --------------------------------------------- | --------------------------------------------- |
| Година                                        |                                               |                                               | Население                                     |                                               |
| 31.12.1934                                    | 31.12.1934                                    |                                               | 1925                                          | 1925                                          |
| 31.12.1946                                    | 31.12.1946                                    |                                               | 1709                                          | 1709                                          |
| 01.12.1956                                    | 01.12.1956                                    |                                               | 1362                                          | 1362                                          |
| 01.12.1965                                    | 01.12.1965                                    |                                               | 986                                           | 986                                           |
| 02.12.1975                                    | 02.12.1975                                    |                                               | 733                                           | 733                                           |
| 04.12.1985                                    | 04.12.1985                                    |                                               | 712                                           | 712                                           |
| 04.12.1992                                    | 04.12.1992                                    |                                               | 561                                           | 561                                           |
| 31.12.1993                                    | 31.12.1993                                    |                                               | 555                                           | 555                                           |
| 31.12.1994                                    | 31.12.1994                                    |                                               | 562                                           | 562                                           |
| 31.12.1995                                    | 31.12.1995                                    |                                               | 568                                           | 568                                           |
| 31.12.1996                                    | 31.12.1996                                    |                                               | 560                                           | 560                                           |
| 31.12.1997                                    | 31.12.1997                                    |                                               | 530                                           | 530                                           |
| 31.12.1998                                    | 31.12.1998                                    |                                               | 506                                           | 506                                           |
| 31.12.1999                                    | 31.12.1999                                    |                                               | 466                                           | 466                                           |
| 31.12.2000                                    | 31.12.2000                                    |                                               | 443                                           | 443                                           |
| 01.03.2001                                    | 01.03.2001                                    |                                               | 436                                           | 436                                           |
| 31.12.2001                                    | 31.12.2001                                    |                                               | 420                                           | 420                                           |
| 31.12.2002                                    | 31.12.2002                                    |                                               | 395                                           | 395                                           |
| 31.12.2003                                    | 31.12.2003                                    |                                               | 414                                           | 414                                           |
| 31.12.2004                                    | 31.12.2004                                    |                                               | 407                                           | 407                                           |
| 31.12.2005                                    | 31.12.2005                                    |                                               | 397                                           | 397                                           |
| 31.12.2006                                    | 31.12.2006                                    |                                               | 383                                           | 383                                           |
| 31.12.2007                                    | 31.12.2007                                    |                                               | 379                                           | 379                                           |
| 31.12.2008                                    | 31.12.2008                                    |                                               | 377                                           | 377                                           |
| 31.12.2009                                    | 31.12.2009                                    |                                               | 358                                           | 358                                           |
| 31.12.2010                                    | 31.12.2010                                    |                                               | 340                                           | 340                                           |
| 01.02.2011                                    | 01.02.2011                                    |                                               | 272                                           | 272                                           |
| 31.12.2011                                    | 31.12.2011                                    |                                               | 271                                           | 271                                           |
| 31.12.2012                                    | 31.12.2012                                    |                                               | 267                                           | 267                                           |
| Източник: ЕКАТТЕ                              |                                               |                                               |                                               |                                               |

## История
Няма запазени писмени данни за времето на възникване на селото. Останките от късноантични селище, укрепление и некропол и от средновековни и късносредновековни селища и множеството следи от рудодобив свидетелстват, че районът е населяван от дълбока древност.
Според местни предания днешното име на селото е било Три клена, кръстено на едноименна местност, на която растели три кленови дървета. С течение на времето се е променило в Треклена, а след това и в Трекляно.
Село Трекляно е старо средновековно уседнало селище. В турски данъчен регистър от 1570 – 1572 г. е посочено под името Предошница (или Преглино) като тимар към нахия Горно Краище на Кюстендилския санджак със 70 домакинства, 45 ергени, 7 бащини и 2 вдовици. Тук с голяма доза сигурност може да се твърди, че Преглино е лош прочит или неправилен запис на съществувалото тогава име на селището.
В днешни дни (2008 г.) жителите на околните села, включително и в Сърбия, наричат селото Треклина.
Най-сериозни сведения за Краището, в т.ч. за с. Трекляно, се съдържат в книгата на Йордан Захариев „Кюстендилско Краище. Сборникъ за народни умотворения и народопис“, книга XXXII, 1918 г. Там той отбелязва, че Трекляно е най-голямото село в Краище след Божица сега в (Сърбия), с бели варосани къщи и керемидени покриви.
Сериозен принос в краеведската и историческа достоверност имат самоуките краеведи Стойо Асенов – зооинженер от село Киселица и Любен Серафимов Зарков – учител от Трекляно. Вторият е автор на „История на с. Трекляно“, 1984 г. – машинописно издание, където са събрани много данни за историята и бита на хората от Трекляно от средата на XIX век и 100 години след това.
По времето на османската власт поради епидемии, въстания („Карпошово“ от края на 17 век и други) или по волята на владетелите селото се разтуряло и събирало най-малко два пъти. Сегашното население на селото и на Краище въобще се е формирало от преселване – доброволно или насилствено. Както казва Й. Захариев в споменатото съчинение – всеки в Кюстендилско Краище е дошъл от някъде. Според Пантелей Георгиев („Дълбоко в корените“, София, 2010 г., изд. ДИМИ 99, стр. 10) по сведения на Симеон Сотиров (1896 – 1983), дългогодишен учител, първият съвременен заселник в селото е Стоян Милушев, дошъл тук около 1785 г. от района на днешното селище Цръна Трава в Сърбия. След него са придошли мнозина други заселници, предимно от същия този регион. Този факт обяснява произхода на новото име на селото Трекляно – при трите клена. Преди това за някакъв период от време, по неизвестни причини, районът е бил обезселен, а новите заселници, дошли „на гола поляна“, са дали и ново име на селището. Често след успешни войни или походи на турските войски в района са оставяни за отглеждане големи стада заграбен добитък. Така са се оформили някои поселища, прераснали по-късно в махали и села. Сериозен приток на нови заселници в селото и района е имало след Големата сръбска буна (въстание) през 1804 г., второто въстание през 1815 – 1817 г. Преселници в района са дошли и след потушаването на Трънската буна 1829 г., когато местните хора са потърсили спасение чрез бягство. Същото се е случило по-късно, след потушаването на Чипровското въстание от 1836 – 37 г.(техни наследници са днешните махали Оплатовци и Шавудинци).
След Освобождението през 1878 г. настъпва бурен разцвет на селото. През 1920 г. се правят сериозни проучвания за прекарване на железопътно отклонение от Земен през Трекляно до Трън. Пак според Зарков от селото има много изселници – непосредствено след Освобождението и по-късно. Цели родове, фамилии и семейства са се изселили в с. Мадара (Шуменско), а така също в Разградско, Османпазарско, Ескиджумайско в днешните села Априлово, Баба Тонка, Берковски, Долец и много други.
Въпреки (и независимо от това) че са били откъснати от централните части на България, жителите на Трекляно не са останали безразлични и безучастни на българското възраждане. Известни възрожденци от селото са поп Йове Аризанов, поп Раде, Захари А. Попрадев, Стефан Попйовев, поп Лазар, Андон Илиев, Ненко Бумбаров и други.
Около 1855 – 1856 г. на мястото на разрушената преди това черква на манастира „Св. Пантелеймон“ започва строежът на нова черква – с труда и средствата на местното население. Наименувана е „Успение Богородично“. Разрешението за строежа от „Високата порта“ в Цариград е взел поп Йове. Според надписа на външната източна стена на черквата главният майстор е „Янакия с его братъ Петъръ“ от с. Пещера, а годината на завършване на строежа е 1860 г. И днес се говори, че при забъркването на варта (хоросана) жителите от околността са хвърляли кокоши яйца – да е по-здрав.
По време на комитетското движение за освобождаване на България от османска власт, Тасе от махала Стойковци, внук на поп Христо, активно участва при основаването на революционен комитет със седалище в с. Извор (според Л. Зарков – Радомирско, според други – Босилеградско). Същият Тасе, заедно с дядо Станко (виж „Пътувания из България“, К. Иречек) са представителите от Краище в Първото велико народно събрание и е участвал в изработването на Търновската конституция.
Според местни предания, отразени в „Информационен лист“ на черквата, в годините 1954 – 1955 г. изследователи от Армения са посетили селото, като са търсели в околните пещери следи от отшелническия живот на цар Петър. Не са известни резултатите от това изследване. Трябва да се отбележи, че в пещерите „Училището“ и „Цръквето“ е имало скални рисунки и надписи с религиозно-християнски характер, по-късно унищожени. Със сигурност може да се твърди, че арменските учени са посетили тези пещери и са заснели и запазили надеждно тези скални рисунки и надписи.
Друг един Тасе, Тасе Трънярът, сирак от съседното село Кортен, е основател на махала Трънярци. Той е бил монах в Света Гора, учил е в Одеса, имал е връзки с революционния комитет в Букурещ, като е познавал лично неговите членове и, разбира се, самия Васил Левски. По време на военните действия на руските войски при Освобождението лично е сформирал чета и е гонил турците от Кюстендил и Кюстендилско, вероятно съвместно с четата на капитан Симо Соколов – водач на Краищенско-Знеполското въстание или, както самият Соколов го нарича, „Шопско въстание“ (1877 – 1878 година). Активни участници от Трекляно във въстанието са Милош Сукин, Димитър Чавдаров, Тасе Джонев, Милачко Гърков, поп Христо, Стоян Биджев, Джоне Цалакин, Тасе Градинаро.
В памет на големия революционер Симо Соколов (роден в с. Грознатовци, сега в Сърбия) е поставен паметен знак от витошки сиенит в центъра на селото.
Малко преди Освобождението местните жители тогава са събрали пари и почти са били откупили земите, които обработват, от владетеля Едип бей. Тогава обаче писарят, когото Едип бей бил оставил да събира парите и да води документите, някакъв сърбин доведен тука като роб на пашата, изгорил книжата и задигнал парите. След това настъпили безброй съдебни разправии, нови откупвания и т.н. докато дошла свободата, а селяните останали длъжници.
Решителни исторически промени в селото и околността, в частност и в Краището като цяло, настъпват след влизането в сила на Ньойския договор от 1919 г. По силата на този договор Кюстендилското Краище бива разсечено на две части с прокарване на нова граница.
Исторически момент за селото и общината е датата 11 юни 2011 г. На тази дата селото за първи път след 9 септември 1944 г. е посетено официално от държавен глава. Това е президентът на републиката Георги Първанов.

## Образование

### Първо светско училище
След Освобождението и уреждането на държавата са назначени учители-педагози с преподаване на история, география, математика и др. Първи светски учители са били Андон Иванов Прътински, Стефан поп Иванов, Димитър Петров от Драгольовци, Пройко поп Трайков от с. Киселица, Христо Кираджиев от с. Горно Уйно, Яначко Георгиев от с. Драгольовци, Найден Спасов от с. Лечевци, Илия Побийенски от с. Побийен камик, Андон Велинов от Кюстендил и т.н.
Постепенно училището става тясно и през 1890 г. започва да се строи нова сграда в центъра на селото върху терен, дарен от Никола Бумбаров. Сградата е в стила на българското (късно) Възраждане, и е градена от майстори от с. Горна Врабча. Завършено е през 1905 г. Това училище става притегателен център на деца, младежи и девойки от цяло Краище.

### Гимназия
През 1923 г. се открива гимназия – т. нар. реалка. Авторитетът на училището и жаждата за образование довежда до голям прилив на деца. Необходимостта от помещения бива задоволена, като се ползват частни помещения – например в къщите на Любен Манасиев и Василко Станков от Видимска махала. Поради политически препирни и законови неуредици през 1934 г. реалката е закрита. Това е голям удар за населението и младите хора от района. Правят се опити за контакт с правителството, народните представители и министъра на просветата. В резултат през 1938 г. в селото се открива клон на Кюстендилската гимназия.
На 15 юни 1940 г. селото е посетено от проф. Богдан Филов – това е първото официално посещение на български държавник в Трекляно. На него проф. Филов обещава и осигурява средства, с които през 1942 г. започва строителството на нова сграда на гимназията.
След 9 септември 1944 г. е въведен пълен курс на гимназиалното образование. През учебната 1945 – 1946 година броят на учениците достига 1000 души. През 1955 – 1956 г. колективизацията на земеделските стопани и техните земи води до миграционен процес от селата към градовете, и броят на учащите започва да намалява. Обществеността и държавата правят опит да спасят гимназията, като я преустройват на Средно климатично училище за гръдоболни и сърдечно болни деца.
Към 2008 г. в Трекляно вече няма гимназия; съществуващото днес основно училище „Климент Охридски“ също клони към закриване заради липса на ученици.

## Махали и родове
Към периода преди началото на миграцията през 1950-те, в Трекляно съществуват следните махали: Видимска (Цалакина) с 8 рода; Трътевци; Чавдаровци; Връшинци; Антовци; Балабановци; Бакъмци – горни и долни; Димитринци; Язарци; Сукинци; Гъжинци – горни и долни (преселници от с. Загъжене в Искърския пролом или Загужане в днешна Сърбия); Тодоровци (предишно име „Манастир“), с по-малки вътрешни махали: Митревци, Качарци, Велковци – и родове: Тасевите, Садковци, Танголиници, Кучкете, Комперци, Гелевите; Вирянци (Виланци); Кьосинци; Божуринци; Кръстинци; Трънярци; Врътинци; Табаци; Марикинци; Караджинци; Гръците; Шумановци; Бумбаровци; Стойковци; Циганьете; Щроклинци; Попрадевци; Мангевци; Шавудинци; Гебовци; Тошинци; Тугановци; Оплатовци (наследници на преселници след потушаването на Чипровското въстание) и др.

## Религии
Населението в Трекляно и района е изцяло източноправославно. Почти всички села в община Трекляно имат свои църкви (наричани тук цръкви). Изключение правят новообразуваните села като Средорек или много малките села като Чешлянци и други. В османски документи е отбелязано съществуването през 1570 – 1572 г. на манастир „Св. Богородица“. Има следи (руини) от стара черква „Пресвета Богородица“.
В Трекляно съществува църква Възрожденска църква „Успение Богородично“. Намира се на около 2 km югоизточно от кметството, в гробищата при Тодорова махала. Построена е през 1860 г., върху основите на стара средновековна църква. Изографисана е от К. Геров през 1888 г. (От другата стара църква „Пресвета Богородица“ са останали само ниски основи и името на местността – Пресвета).

## Обществени институции
Най-старата обществена институция в селото е читалището „Съгласие“, създадено през 1901 г. от семейство Кукудови – учители от Кюстендил и преименувано по-късно на името на Зинови Дойчинов по прякор Стамен (родом от мах. Тодоровци – партизанин и интернационалист, убит на Страцин във Втората световна война през 1944 г.). Дейността му е многостранна – библиотечно дело, театрална дейност, забавления, танци, представления, курсове за обучение на младите жени и др.
На 21 май 2011 г. бе отбелязана и отпразнувана 110-годишнината на читалището. Присъстваха гости от съседния български град Босилеград (сега в Сърбия), начело с академик Иван Николов.
Друга институция е кооперацията „Спасение“. Създадена е от учители и прозорливи стопани през 1910 г. с цел подпомагане на населението.
През 1956 г. е създадено ТКЗС, по-късно преобразувано в ДЗС (1961 г.), а от 1979 г. АПК – съществувал до 1989 г. След това няма нови земеделски кооперации.
Село Трекляно е общински център и в него се намират всички обществени сгради и институции – сградата на кметството, гимназията, поща, библиотеката, читалището, както и службите на общината – ВиК, социални грижи, поземлена комисия и други.

## Културни и природни забележителности
- Художествена галерия на художника Евтим Томов – график, професор от Националната художествена академия, с най-добрите негови творби.
- Извор, наричан „Врело“, със студена вода и среден годишен дебит 16 l/s. От този извор е водоснабдено цялото село. (По-студена в областта е водата само на извора в местността Гроот, високо над Врело, под Цръвени брегове, но е с малък дебит.)
- Вековно дъбово дърво – „Кръстато дърво“ в махала Тодоровци – място, на което са се извършвали езически и религиозни обреди.
- Паметник на Зинови Дойчинов – партизанин, убит като доброволец в Българската армия през първата фаза на Отечествената война
- Пещери „Училището“, „Цръквето“ и „Ямата“ в южната част на селото – махала Тодоровци и пещера в махала Стойковци.
- На 2 май 2009 г. е проведен първи събор-надпяване „Краище пее и играе“. Намерението е той да стане традиционен, а целта му е да се съберат хора от всякъде и да се търси път за спасяване на Трекляно и Краището от демографската катастрофа.
- На 28 август 2011 г., на традиционния селски събор, за първи път от повече от 60 години насам в празненството взеха участие народни музиканти от съседния град Босилеград.

## Личности
- Тасе поп Христов (неизв.) – възрожденец, народен представител в първото велико народно събрание
- Манаси Тасев Въртов (1889 – 1928) – по професия самарджия; член на БЗНС, касиер-деловодител и председател на земеделската дружба в с. Трекляно (1908); народен представител в ХХ обикновено Народно събрание.
- Борис Харизанов (1896 – ?) – военен деец, генерал-майор
- Раденко Видински (1899 – 1974), партиен функционер.
- Кирил Рангелов Видински – (1905 – 1994), военен, о.з. генерал, интербригадист.
- Боян Милачков Балабанов (1912 – 1994), роден в Трекляно. Завършил дипломация в Свободния университет и право в Софийския университет – писател, драматург (драми „Пред буря“, „Птиците летят по две“, „Щастието не идва само“), голям читалищен деец.
- Евтим Томов (1919 – 1997), художник-график, професор и преподавател в Художествената академия „Ник. Павлович“ в София. В селото има художествена галерия на негово име, в която се съхраняват част от произведенията му.
- Кирил Валявичарски (1895 – ?), офицер, полковник
- Любен Калистратов Валявичарски (1919 – ?), летец „щурман“, първият летец от Краище
- Димитър Тодоров Стефанов (1923 – ?), лекар, заслужил деятел на Българския червен кръст
- д-р Славка Заркова – (р. 1928) – изобретява с колектив лекарството Трибестан.
- проф. Иван Славейков Антонов – доктор на техн. науки – хидроаеродинамика
- Майстор Раденко (неизв.) – майстор строител, построил черквата в с. Крупник 1935 г.
- Кирил Аначков (02.05.1938 – 05.07.2016) – спортист, волейболист, национален състезател
- Асен Захариев – архитект

## Редовни събития
Всяка година се провежда среща-събор „Богородица“. Това е главното не само селско, но и за цялото Краище обществено-културно събитие. Прави се на църковния празник Успение Богородично, на ливадата „Соборище“ пред черквата в махалата Тодоровци, местността Врело. За да присъстват на събора тук, са се връщали майстори и от най-далечен гурбет. Празникът е описан много добре от Л. Зарков. На този събор по стара традиция се дава курбан – за здраве, успехи и почит към Бога.

## Кухня
Традиционни местни ястия са:
- Зелник – изключително популярен в Трекляно и Краището. Във вида, в който е приготвян там, представлява ястие от две съставки: баница и „зелье“ (всякаква зеленина, подходяща за ядене – зеле, цвекло, киселец, лапад, лобода, щаволь, коприва, тиква и пр.). Зельето, предварително приготвено – „ущавкано“ (нарязано и смачкано), задушено и подправено със сол, кисело мляко и яйце – се поставя в средата на тепсията, а точените кори, подобно на баница се подреждат по периферията на тепсията и се пече във фурна или, както е било в миналото, в подница.
- Тутманик – вкусно тестено изделие, което се приготвя сравнително бързо. Замесва се тесто от около 1 кг. пшеничено брашно като за баница. Разделя се на топки около 200 грама. Топките се разплескват на плоскост във формата на съда, в който ще се пече. В намазана с олио тава се поставя кора, върху нея се поръсва смес от сирене и яйца и се полива леко с олио. Така се прави до напълване на тавата. Оставя се на топло, за да се увеличи обемът, нарязва се с остър нож на квадрати, след което се пече във фурна.
- Колаче – малка тестена питка. На средата на питката се поставя сурово яйце и така се пече.
- Клин чорба – общо име на постна, сиромашка чорба, приготвяна от „що да е“ – най-често зелева чорба, праз лук и др. подобни.
- Вариво – нарязана на едро кисела зелка, варена заедно със солено свинско и сланина, приготвяно предимно през зимата.
- Боб у гръне (боб в гърне) – в 3 – 4 литрово гърне се поставя малко под 1 кг. боб, добавят се вода, сол, нарязани на ситно люти чушки, праз и моркови, и се вари бавно (по местна традиция в горещата пепел на огнище).
- Мачкан – това по-скоро е тестено ястие – в препържено масло се наронва стар, засъхнал хляб, колкото да го поеме цялото и да остане полусух. Консумира се с кисело мляко или сирене. Може да се съхранява няколко дни.
- Пи(х)тии – зимно ястие. Приготвя се от свинско – онези части, които съдържат повече хрущяли. Сваряват се много добре и се добавят подправки – скилидки чесън, зърна черен пипер, дафинов лист, сол на вкус и др. Ястието се разлива в дълбоки съдини и се оставя на хладно място да се стегне. Консумира се студено като се посипе с червен пипер.
- Пръжено – универсално ястие приготвяно през цялата година. Най-често през топлите месеци се пържи в дълбок тиган смес от зеленчуци – домати, пипер (чушки), лук и др. и се добавят яйца. През зимата се използва туршия и се добавя месо.
- Сурова туршия – в голям съд – каче или делва – есенно време са били налагани пипер, патладжани и мерудия. Заливат се с подсолена вода и се изчаква да ферментират.
- Осолено свинско месо – като се заколи прасето, месото се изцежда за една нощ и се налага с много сол в каца.
- Спръжа – получава се при топенето на маста от тлъстите (лоени) части от прасето, като се добавя надробената карантия.
- Сушени плодове – наричани ошав, или ошавки. Използват се през зимата за компот.
- Качамак – приготвя се от царевично брашно, което се вари в калайдисано котле в леко пдсолена вода. Разбърква се с точилката. Получената гъста гореща смес се налага в пръстен съд, залива се с препържено масло и се сервира с кисело мляко или препържени хапки от тлъсто свинско – пръжки.
- Салца – предястие от по-нови времена. Зрели червени домати се смилат. Добавя се сол и нарязан на ситно магданоз (мерудия). Така получената полутечна смес се насипва в тъмни шишета до гърлото. Отгоре се налива олио за запечатка.
- „Оцът“ – кисел сок, получен при консервирането на диви круши и последвалата млечно-кисела ферментация. Добавят се ситно нарязани лук, чесън и люта чушка, и се яде с хляб. Зимно време вместо сока от круши може да се използва зелев сок, но името на ястието се запазва.
- Щавкано – Нарязват се на едро листа от праз лук, добавя се сол и се смачкват (щавкат) с ръце докато омекнат. Към тях се добавят нарязани зрели домати (или салца) и малко олио. Получава се превъзходно предястие или мезе. Вместо праз може да се ползва воден кромид, но не е същото.
- Скроб – най-сиромашката манджа. Това е рядка каша от царевично брашно.